# Sunbury Mercuries
Sunbury Mercuries fue un equipo de baloncesto que disputó 33 temporadas en la EPBL y la EBA,  antiguas denominaciones de la Continental Basketball Association. Tenían su sede en la ciudad de Sunbury, Pensilvania, y disputaba sus partidos en diferentes pabellones escolares de la ciudad.

## Historia
El equipo se fundó en 1947 y comenzó a competir en la EPBL, y en su cuarta temporada, bajo la dirección de Stan Novak, que ejercía de jugador-entrenador, ganarn el campeonato tras haber terminado la temporada regular con 23 victorias y 5 derrotas, liderando la División Norte. En la final derrotaron a los York Victory A.C. por 2 victorias a 0. Jerry Rullo fue elegido MVP, título que conseguiría en 1953 y 1954 Jack McCloskey.
Al año siguiente alcanzaron las finales de nuevo, pero cayeron ante los Pottsville Packers por 2-1, tras quedar segundos en la temporada regular. No volvieron a repetir éxitos en el resto de años de historia del equipo.

## Temporadas
| Temporada | Liga | Denominación      | G  | P  | %    | Pos. | Playoffs              |
| --------- | ---- | ----------------- | -- | -- | ---- | ---- | --------------------- |
| 1947-48   | EPBL | Sunbury Mercuries | 13 | 15 | 46,4 | 5º   | -                     |
| 1948-49   | EPBL | Sunbury Mercuries | 9  | 21 | 30,0 | 7º   | -                     |
| 1949-50   | EPBL | Sunbury Mercuries | 14 | 14 | 50,0 | 3º   | -                     |
| 1950-51   | EPBL | Sunbury Mercuries | 23 | 5  | 82,2 | 1º   | Campeones             |
| 1951-52   | EPBL | Sunbury Mercuries | 20 | 10 | 66,7 | 2º   | Final EPBL            |
| 1952-53   | EPBL | Sunbury Mercuries | 17 | 3  | 85,0 | 1º   | Semifinal             |
| 1953-54   | EPBL | Sunbury Mercuries | 22 | 8  | 73,3 | 1º   | Semifinal             |
| 1954-55   | EPBL | Sunbury Mercuries | 13 | 17 | 43,3 | 5º   | -                     |
| 1955-56   | EPBL | Sunbury Mercuries | 13 | 13 | 50,0 | 4º   | Semifinal             |
| 1956-57   | EPBL | Sunbury Mercuries | 14 | 16 | 46,7 | 3º   | Semifinal             |
| 1957-58   | EPBL | Sunbury Mercuries | 18 | 11 | 62,1 | 4º   | Semifinal             |
| 1958-59   | EPBL | Sunbury Mercuries | 12 | 16 | 42,9 | 5º   | -                     |
| 1959-60   | EPBL | Sunbury Mercuries | 9  | 19 | 32,1 | 8º   | -                     |
| 1960-61   | EPBL | Sunbury Mercuries | 13 | 15 | 46,4 | 4º   | Semifinal             |
| 1961-62   | EPBL | Sunbury Mercuries | 16 | 11 | 59,3 | 3º   | Semifinal             |
| 1962-63   | EPBL | Sunbury Mercuries | 10 | 18 | 35,7 | 7º   | -                     |
| 1963-64   | EPBL | Sunbury Mercuries | 9  | 17 | 34,6 | 6º   | -                     |
| 1964-65   | EPBL | Sunbury Mercuries | 17 | 11 | 60,7 | 2º   | Semifinal             |
| 1965-66   | EPBL | Sunbury Mercuries | 18 | 10 | 64,3 | 2º   | Final de división     |
| 1966-67   | EPBL | Sunbury Mercuries | 19 | 9  | 67,9 | 3º   | Semifinal de división |
| 1967-68   | EPBL | Sunbury Mercuries | 18 | 14 | 56,3 | 5º   | -                     |
| 1968-69   | EPBL | Sunbury Mercuries | 10 | 16 | 35,5 | 4º   | Semifinal de división |
| 1969-70   | EPBL | Sunbury Mercuries | 10 | 18 | 35,7 | 6º   | -                     |
| 1970-71   | EBA  | Sunbury Mercuries | 14 | 14 | 50,0 | 3º   | Semifinal de división |

## Jugadores célebres
- Ernie Beck
- Jackie Moore
- Ed Fleming
- Jim Davis
- Jerry Rullo
- Jack McCloskey